# Élections cantonales de 2011 en Saône-et-Loire
Les élections cantonales ont eu lieu les 20 et 27 mars 2011.

## Contexte départemental

### Assemblée départementale sortante
Avant les élections, le conseil général de Saône-et-Loire est présidé par Arnaud Montebourg (PS). Il comprend 57 conseillers généraux issus des 57 cantons de Saône-et-Loire. 28 d'entre eux sont renouvelables lors de ces élections.
| Parti                             | Sigle | Élus |
| --------------------------------- | ----- | ---- |
| Majorité (38 sièges)              |       |      |
| Parti socialiste                  | PS    | 32   |
| Divers gauche                     | DVG   | 3    |
| Parti radical de gauche           | PRG   | 2    |
| Parti communiste français         | PCF   | 1    |
| Opposition (19 sièges)            |       |      |
| Union pour un mouvement populaire | UMP   | 16   |
| Divers droite                     | DVD   | 2    |
| Mouvement pour la France          | MPF   | 1    |
| Président du conseil général      |       |      |
| Arnaud Montebourg (PS)            |       |      |

## Résultats à l'échelle du département

### Résultats en voix
| Partis politiques ou coalitions | Partis politiques ou coalitions         | Premier tour | Premier tour | Premier tour | Second tour | Second tour | Second tour | Total | Total |
| Partis politiques ou coalitions | Partis politiques ou coalitions         | Voix         | %            | Sièges       | Voix        | %           | Sièges      | Total | Total |
| ------------------------------- | --------------------------------------- | ------------ | ------------ | ------------ | ----------- | ----------- | ----------- | ----- | ----- |
|                                 | Parti socialiste (PS)                   | 30 080       | 35,35        | 4            | 35 429      | 53,81       |             |       |       |
|                                 | Front de gauche (FG)                    | 3 737        | 4,39         |              |             |             |             |       |       |
|                                 | Europe Écologie Les Verts (VEC)         | 2 994        | 3,52         |              |             |             |             |       |       |
|                                 | Divers gauche (DVG)                     | 2 743        | 3,22         | 2            | -           |             |             |       |       |
|                                 | Parti radical de gauche (PRG)           | 1 562        | 1,84         |              | 1 455       | 2,21        |             |       |       |
|                                 | Gauche parlementaire                    | 39 554       | 46,48        | 6            |             |             |             |       |       |
|                                 |                                         |              |              |              |             |             |             |       |       |
|                                 | Union pour un mouvement populaire (UMP) | 23 975       | 28,17        | 2            | 20 355      | 30,92       |             |       |       |
|                                 | Divers droite (DVD)                     | 3 825        | 4,49         | 3            | 1 479       | 2,25        |             |       |       |
|                                 | Debout la République (DLR)              | 1 000        | 1,18         |              |             |             |             |       |       |
|                                 | Parti Chrétien Démocrate (PCD)          | 63           | 0,07         |              |             |             |             |       |       |
|                                 | Droite parlementaire                    | 28 863       | 33,92        | 5            |             |             |             |       |       |
|                                 |                                         |              |              |              |             |             |             |       |       |
|                                 | Front national (FN)                     | 13 578       | 15,96        | -            | 5 467       | 8,30        |             |       |       |
|                                 | Mouvement démocrate (MODEM)             | 285          | 0,33         |              |             |             |             |       |       |
|                                 | Parti Ouvrier Indépendant (POI)         | 81           | 0,10         |              |             |             |             |       |       |
|                                 | Autres (AUT)                            | 1 183        | 1,39         |              | 1 651       | 2,51        |             |       |       |
|                                 |                                         |              |              |              |             |             |             |       |       |
| Inscrits                        | Inscrits                                | 185 613      | 100,00       |              | 150 018     | 100,00      |             |       |       |
| Abstentions                     | Abstentions                             | 97 853       | 52,72        |              | 79 156      | 52,76       |             |       |       |
| Votants                         | Votants                                 | 87 760       | 47,28        |              | 70 860      | 47,23       |             |       |       |
| Blancs et nuls                  | Blancs et nuls                          | 2 662        | 3,03         |              | 5 024       | 7,09        |             |       |       |
| Exprimés                        | Exprimés                                | 85 097       | 96,97        |              | 65 836      | 92,91       |             |       |       |

### Résultats en nombre de sièges
| Parti | Sièges mis en jeu | Élus | Évolution |
| ----- | ----------------- | ---- | --------- |
| PS    | 16                | 17   | +1        |
| UMP   | 7                 | 5    | -2        |
| DVD   | 2                 | 3    | +1        |
| DVG   | 2                 | 2    | =         |
| PRG   | 1                 | 1    | =         |

### Assemblée départementale à l'issue des élections
La nouvelle assemblée départemementale à l'issue des élections :
| Parti                             | Sigle | Élus | Groupe politique                         |
| --------------------------------- | ----- | ---- | ---------------------------------------- |
| Majorité (39 sièges)              |       |      |                                          |
| Parti socialiste                  | PS    | 32   | Majorité départementale                  |
| Divers gauche                     | DVG   | 6    | Majorité départementale                  |
| Parti communiste français         | PCF   | 1    | Majorité départementale                  |
| Opposition (17 sièges)            |       |      |                                          |
| Union pour un mouvement populaire | UMP   | 8    | Union pour l'avenir de la Saône-et-Loire |
| Divers droite                     | DVD   | 8    | Union pour l'avenir de la Saône-et-Loire |
| Divers droite                     | DVD   | 1    | Non-inscrit                              |
| Président du conseil général      |       |      |                                          |
| Arnaud Montebourg (PS)            |       |      |                                          |

## Résultats par canton

### Canton d'Autun-Nord
| Candidats      | Candidats         | Étiquette      | Premier tour | Premier tour | Second tour | Second tour |
| Candidats      | Candidats         | Étiquette      | Voix         | %            | Voix        | %           |
| -------------- | ----------------- | -------------- | ------------ | ------------ | ----------- | ----------- |
|                | Ghislaine Colombo | PS             | 957          | 27,02        | 1 739       | 51,16       |
|                | Frédéric Brochot  | UMP            | 945          | 26,68        | 1 660       | 48,84       |
|                | Claude Chermain   | DVG            | 657          | 18,55        |             |             |
|                | Clément Robinet   | FN             | 611          | 17,25        |             |             |
|                | Benoît Kubiak     | EÉLV           | 288          | 8,13         |             |             |
|                | Patrick Lartaud   | SE             | 84           | 2,37         |             |             |
|                |                   |                |              |              |             |             |
| Inscrits       | Inscrits          | Inscrits       | 7 440        | 100,00       | 7 436       | 100,00      |
| Abstentions    | Abstentions       | Abstentions    | 3 710        | 49,87        | 3 652       | 49,12       |
| Votants        | Votants           | Votants        | 3 730        | 50,13        | 3 784       | 50,88       |
| Blancs et nuls | Blancs et nuls    | Blancs et nuls | 188          | 5,04         | 385         | 10,17       |
| Exprimés       | Exprimés          | Exprimés       | 3 542        | 94,96        | 3 399       | 89,83       |

### Canton de Beaurepaire-en-Bresse
| Candidats      | Candidats         | Étiquette      | Premier tour | Premier tour | Second tour | Second tour |
| Candidats      | Candidats         | Étiquette      | Voix         | %            | Voix        | %           |
| -------------- | ----------------- | -------------- | ------------ | ------------ | ----------- | ----------- |
|                | Martine Chevalier | UMP            | 748          | 43,69        | 1 041       | 55,64       |
|                | Fabrice Terrier   | PS             | 615          | 35,92        | 830         | 44,36       |
|                | Alain Quequin     | FN             | 349          | 20,39        |             |             |
|                |                   |                |              |              |             |             |
| Inscrits       | Inscrits          | Inscrits       | 3 571        | 100,00       | 3 569       | 100,00      |
| Abstentions    | Abstentions       | Abstentions    | 1 780        | 49,85        | 1 549       | 43,40       |
| Votants        | Votants           | Votants        | 1 791        | 50,15        | 2 020       | 56,60       |
| Blancs et nuls | Blancs et nuls    | Blancs et nuls | 79           | 4,41         | 149         | 7,38        |
| Exprimés       | Exprimés          | Exprimés       | 1 712        | 95,59        | 1 871       | 92,62       |

### Canton de Chalon-sur-Saône-Nord
| Candidats      | Candidats                   | Étiquette      | Premier tour | Premier tour | Second tour | Second tour |
| Candidats      | Candidats                   | Étiquette      | Voix         | %            | Voix        | %           |
| -------------- | --------------------------- | -------------- | ------------ | ------------ | ----------- | ----------- |
|                | Françoise Verjux-Pelletier* | PS             | 1 910        | 43,05        | 3 169       | 64,90       |
|                | Daniel Tanguy               | FN             | 1 140        | 25,69        | 1 714       | 35,10       |
|                | Solange Dorey               | UMP            | 557          | 12,55        |             |             |
|                | Mourad Laoues               | EÉLV           | 358          | 8,07         |             |             |
|                | Chrsitelle Recouvrot        | FG             | 258          | 5,81         |             |             |
|                | Guillaume Thiebault         | DLR            | 214          | 4,83         |             |             |
|                |                             |                |              |              |             |             |
| Inscrits       | Inscrits                    | Inscrits       | 13 267       | 100,00       | 13 267      | 100,00      |
| Abstentions    | Abstentions                 | Abstentions    | 8 677        | 65,40        | 7 968       | 60,06       |
| Votants        | Votants                     | Votants        | 4 590        | 34,59        | 5 299       | 39,94       |
| Blancs et nuls | Blancs et nuls              | Blancs et nuls | 153          | 3,33         | 416         | 7,85        |
| Exprimés       | Exprimés                    | Exprimés       | 4 437        | 96,67        | 4 883       | 92,15       |

*sortant

### Canton de Chalon-sur-Saône-Sud
| Candidats      | Candidats                    | Étiquette      | Premier tour | Premier tour | Second tour | Second tour |
| Candidats      | Candidats                    | Étiquette      | Voix         | %            | Voix        | %           |
| -------------- | ---------------------------- | -------------- | ------------ | ------------ | ----------- | ----------- |
|                | Fernand Renault              | PS             | 3 534        | 48,40        | 5 254       | 69,02       |
|                | Benjamin Lematte             | FN             | 1 650        | 22,60        | 2 358       | 30,98       |
|                | Monique Bruno                | UMP            | 1424         | 19,50        |             |             |
|                | Nathalie Vermorel De Almeida | FG             | 693          | 9,50         |             |             |
|                |                              |                |              |              |             |             |
| Inscrits       | Inscrits                     | Inscrits       | 18 277       | 100,00       | 18 277      | 100,00      |
| Abstentions    | Abstentions                  | Abstentions    | 10 695       | 58,52        | 9 866       | 53,98       |
| Votants        | Votants                      | Votants        | 7 582        | 41,48        | 8 411       | 46,01       |
| Blancs et nuls | Blancs et nuls               | Blancs et nuls | 281          | 3,71         | 799         | 9,50        |
| Exprimés       | Exprimés                     | Exprimés       | 7 301        | 96,29        | 7 612       | 90,50       |

### Canton de La Clayette
| Candidats      | Candidats         | Étiquette      | Premier tour | Premier tour |
| Candidats      | Candidats         | Étiquette      | Voix         | %            |
| -------------- | ----------------- | -------------- | ------------ | ------------ |
|                | Alain Gautheron*  | UMP            | 1 760        | 57,84        |
|                | Alain Magnier     | PRG            | 455          | 14,95        |
|                | Véronique Legrand | FN             | 422          | 13,87        |
|                | Florian Mailly    | PS             | 406          | 13,34        |
|                |                   |                |              |              |
| Inscrits       | Inscrits          | Inscrits       | 6 013        | 100,00       |
| Abstentions    | Abstentions       | Abstentions    | 2 855        | 47,49        |
| Votants        | Votants           | Votants        | 3 158        | 52,51        |
| Blancs et nuls | Blancs et nuls    | Blancs et nuls | 115          | 3,64         |
| Exprimés       | Exprimés          | Exprimés       | 3 043        | 96,36        |

*sortant

### Canton de Cluny
| Candidats      | Candidats                   | Étiquette      | Premier tour | Premier tour | Second tour | Second tour |
| Candidats      | Candidats                   | Étiquette      | Voix         | %            | Voix        | %           |
| -------------- | --------------------------- | -------------- | ------------ | ------------ | ----------- | ----------- |
|                | Jean-Luc Fonteray*          | PS             | 1 675        | 45,11        | 2 471       | 71,21       |
|                | Patrick Raffin              | UMP            | 477          | 12,85        | 999         | 28,79       |
|                | Paul Galland                | FG             | 396          | 10,67        |             |             |
|                | Cécile Delpuech de Comeiras | FN             | 387          | 10,42        |             |             |
|                | Maurice Huet                | MoDem          | 285          | 7,68         |             |             |
|                | Jean-Lois Bouillon          | UMP            | 276          | 7,49         |             |             |
|                | Gérard Thelier              | EÉLV           | 215          | 5,78         |             |             |
|                |                             |                |              |              |             |             |
| Inscrits       | Inscrits                    | Inscrits       | 7 126        | 100,00       | 7 126       | 100,00      |
| Abstentions    | Abstentions                 | Abstentions    | 3 320        | 46,59        | 3 350       | 47,01       |
| Votants        | Votants                     | Votants        | 3 806        | 53,41        | 3 776       | 52,98       |
| Blancs et nuls | Blancs et nuls              | Blancs et nuls | 93           | 2,44         | 306         | 8,10        |
| Exprimés       | Exprimés                    | Exprimés       | 3 713        | 97,56        | 3 470       | 91,90       |

*sortant

### Canton de Cuiseaux
| Candidats      | Candidats           | Étiquette      | Premier tour | Premier tour |
| Candidats      | Candidats           | Étiquette      | Voix         | %            |
| -------------- | ------------------- | -------------- | ------------ | ------------ |
|                | Frédéric Cannard*   | PS             | 1 362        | 51,30        |
|                | Marie-Noël Gauthier | UMP            | 708          | 26,67        |
|                | Bruno Veysset       | FN             | 355          | 13,37        |
|                | Bastien Lonjarret   | FG             | 230          | 8,66         |
|                |                     |                |              |              |
| Inscrits       | Inscrits            | Inscrits       | 4 942        | 100,00       |
| Abstentions    | Abstentions         | Abstentions    | 2 230        | 45,12        |
| Votants        | Votants             | Votants        | 2 712        | 54,88        |
| Blancs et nuls | Blancs et nuls      | Blancs et nuls | 57           | 2,10         |
| Exprimés       | Exprimés            | Exprimés       | 2 655        | 97,90        |

*sortant

### Canton de Cuisery
| Candidats      | Candidats      | Étiquette      | Premier tour | Premier tour | Second tour | Second tour |
| Candidats      | Candidats      | Étiquette      | Voix         | %            | Voix        | %           |
| -------------- | -------------- | -------------- | ------------ | ------------ | ----------- | ----------- |
|                | Thierry Colin  | DVD            | 1 225        | 47,91        | 1 479       | 59,38       |
|                | René Favre     | PS             | 746          | 29,17        | 1 020       | 40,82       |
|                | Paul Cochet    | FN             | 401          | 15,68        |             |             |
|                | Isabelle Pirat | FG             | 185          | 7,24         |             |             |
|                |                |                |              |              |             |             |
| Inscrits       | Inscrits       | Inscrits       | 5 483        | 100,00       | 5 482       | 100,00      |
| Abstentions    | Abstentions    | Abstentions    | 2 852        | 52,02        | 2 843       | 51,86       |
| Votants        | Votants        | Votants        | 2 631        | 47,98        | 2 639       | 48,14       |
| Blancs et nuls | Blancs et nuls | Blancs et nuls | 74           | 2,81         | 140         | 5,31        |
| Exprimés       | Exprimés       | Exprimés       | 2 557        | 97,19        | 2 499       | 94,69       |

### Canton de Digoin
| Candidats      | Candidats        | Étiquette      | Premier tour | Premier tour | Second tour | Second tour |
| Candidats      | Candidats        | Étiquette      | Voix         | %            | Voix        | %           |
| -------------- | ---------------- | -------------- | ------------ | ------------ | ----------- | ----------- |
|                | Philomène Baccot | PS             | 1 680        | 45,37        | 2 123       | 52,90       |
|                | Fabien Genet     | UMP            | 1 496        | 40,40        | 1 890       | 47,10       |
|                | Eric Gronflier   | FN             | 527          | 14,23        |             |             |
|                |                  |                |              |              |             |             |
| Inscrits       | Inscrits         | Inscrits       | 7 824        | 100,00       | 7 824       | 100,00      |
| Abstentions    | Abstentions      | Abstentions    | 4 000        | 51,12        | 3 579       | 45,74       |
| Votants        | Votants          | Votants        | 3 824        | 49,05        | 4 245       | 54,26       |
| Blancs et nuls | Blancs et nuls   | Blancs et nuls | 121          | 3,16         | 232         | 5,47        |
| Exprimés       | Exprimés         | Exprimés       | 3 703        | 96,84        | 4 013       | 94,53       |

### Canton d'Épinac
| Candidats      | Candidats             | Étiquette      | Premier tour | Premier tour |
| Candidats      | Candidats             | Étiquette      | Voix         | %            |
| -------------- | --------------------- | -------------- | ------------ | ------------ |
|                | Jean-François Nicolas | PS             | 1 035        | 52,67        |
|                | Jean Malot            | UMP            | 490          | 24,94        |
|                | Diane Boyer           | FN             | 440          | 22,39        |
|                |                       |                |              |              |
| Inscrits       | Inscrits              | Inscrits       | 3 713        | 100,00       |
| Abstentions    | Abstentions           | Abstentions    | 1 679        | 45,22        |
| Votants        | Votants               | Votants        | 2 034        | 54,78        |
| Blancs et nuls | Blancs et nuls        | Blancs et nuls | 69           | 3,39         |
| Exprimés       | Exprimés              | Exprimés       | 1 965        | 96,61        |

### Canton de Givry
| Candidats      | Candidats           | Étiquette      | Premier tour | Premier tour | Second tour | Second tour |
| Candidats      | Candidats           | Étiquette      | Voix         | %            | Voix        | %           |
| -------------- | ------------------- | -------------- | ------------ | ------------ | ----------- | ----------- |
|                | Pierre Voarick*     | UMP            | 1 173        | 25,42        | 2 425       | 53,96       |
|                | Valérie Le Dain     | PS             | 1 091        | 23,65        | 2 069       | 46,04       |
|                | Georges Pauchard    | DVD            | 821          | 17,79        |             |             |
|                | Marie-Amélie Georgy | FN             | 796          | 17,25        |             |             |
|                | Kader Atteye        | EÉLV           | 500          | 10,84        |             |             |
|                | Hervé Maillot       | FG             | 233          | 5,05         |             |             |
|                |                     |                |              |              |             |             |
| Inscrits       | Inscrits            | Inscrits       | 9 718        | 100,00       | 9 718       | 100,00      |
| Abstentions    | Abstentions         | Abstentions    | 4 968        | 51,12        | 4 880       | 50,22       |
| Votants        | Votants             | Votants        | 4 750        | 48,88        | 4 838       | 49,78       |
| Blancs et nuls | Blancs et nuls      | Blancs et nuls | 136          | 2,86         | 344         | 7,11        |
| Exprimés       | Exprimés            | Exprimés       | 4 614        | 97,14        | 4 494       | 92,89       |

*sortant

### Canton d'Issy-l'Évêque
| Candidats      | Candidats         | Étiquette      | Premier tour | Premier tour |
| Candidats      | Candidats         | Étiquette      | Voix         | %            |
| -------------- | ----------------- | -------------- | ------------ | ------------ |
|                | Edith Perraudin*  | DVD            | 606          | 53,02        |
|                | Guillaume Paquier | PS             | 435          | 38,06        |
|                | Nicole Pellenard  | FN             | 102          | 8,92         |
|                |                   |                |              |              |
| Inscrits       | Inscrits          | Inscrits       | 1 738        | 100,00       |
| Abstentions    | Abstentions       | Abstentions    | 571          | 32,85        |
| Votants        | Votants           | Votants        | 1 167        | 67,15        |
| Blancs et nuls | Blancs et nuls    | Blancs et nuls | 24           | 2,06         |
| Exprimés       | Exprimés          | Exprimés       | 1 143        | 97,94        |

*sortant

### Canton de La Guiche
| Candidats      | Candidats                 | Étiquette      | Premier tour | Premier tour |
| Candidats      | Candidats                 | Étiquette      | Voix         | %            |
| -------------- | ------------------------- | -------------- | ------------ | ------------ |
|                | Jean-François Lautissier* | PS             | 759          | 54,84        |
|                | Christian Guittat         | UMP            | 357          | 25,79        |
|                | Ghislaine Launay          | FN             | 268          | 19,37        |
|                |                           |                |              |              |
| Inscrits       | Inscrits                  | Inscrits       | 2 646        | 100,00       |
| Abstentions    | Abstentions               | Abstentions    | 1 203        | 45,46        |
| Votants        | Votants                   | Votants        | 1 443        | 54,54        |
| Blancs et nuls | Blancs et nuls            | Blancs et nuls | 59           | 4,09         |
| Exprimés       | Exprimés                  | Exprimés       | 1 384        | 95,91        |

*sortant

### Canton de Lucenay-l'Évêque
| Candidats      | Candidats            | Étiquette      | Premier tour | Premier tour |
| Candidats      | Candidats            | Étiquette      | Voix         | %            |
| -------------- | -------------------- | -------------- | ------------ | ------------ |
|                | Jean-Baptiste Pierre | DVG            | 1 034        | 54,88        |
|                | Jean-Louis Martin    | UMP            | 534          | 28,34        |
|                | Nicole Duplouy       | FN             | 316          | 16,78        |
|                |                      |                |              |              |
| Inscrits       | Inscrits             | Inscrits       | 3 434        | 100,00       |
| Abstentions    | Abstentions          | Abstentions    | 1 470        | 42,81        |
| Votants        | Votants              | Votants        | 1 964        | 57,19        |
| Blancs et nuls | Blancs et nuls       | Blancs et nuls | 80           | 4,07         |
| Exprimés       | Exprimés             | Exprimés       | 1 884        | 95,93        |

### Canton de Lugny
| Candidats      | Candidats            | Étiquette      | Premier tour | Premier tour | Second tour | Second tour |
| Candidats      | Candidats            | Étiquette      | Voix         | %            | Voix        | %           |
| -------------- | -------------------- | -------------- | ------------ | ------------ | ----------- | ----------- |
|                | André Peulet*        | PS             | 1 508        | 48,66        | 1 817       | 63,67       |
|                | Marie-Thérèse Drevet | UMP            | 841          | 27,14        | 1 037       | 36,33       |
|                | Michèle Cognard      | FN             | 494          | 15,94        |             |             |
|                | Serge Thirard        | FG             | 256          | 8,26         |             |             |
|                |                      |                |              |              |             |             |
| Inscrits       | Inscrits             | Inscrits       | 6 589        | 100,00       | 6 563       | 100,00      |
| Abstentions    | Abstentions          | Abstentions    | 3 411        | 51,77        | 3 532       | 53,82       |
| Votants        | Votants              | Votants        | 3 178        | 48,23        | 3 031       | 46,18       |
| Blancs et nuls | Blancs et nuls       | Blancs et nuls | 79           | 2,49         | 177         | 5,84        |
| Exprimés       | Exprimés             | Exprimés       | 3 099        | 97,51        | 2 854       | 94,16       |

*sortant

### Canton de Mâcon-Centre
| Candidats      | Candidats              | Étiquette      | Premier tour | Premier tour | Second tour | Second tour |
| Candidats      | Candidats              | Étiquette      | Voix         | %            | Voix        | %           |
| -------------- | ---------------------- | -------------- | ------------ | ------------ | ----------- | ----------- |
|                | Joëlle Marzio*         | PS             | 1 317        | 28,58        | 2 264       | 51,03       |
|                | Patrick Buhot          | UMP            | 922          | 20,01        | 2 173       | 48,97       |
|                | Laurent Voisin         | UMP            | 709          | 15,39        |             |             |
|                | Jean-Pierre Bonnin     | EÉLV           | 538          | 11,68        |             |             |
|                | Morgan Benoit          | FN             | 485          | 10,53        |             |             |
|                | Marie-Hélène Patonnier | DLR            | 358          | 7,77         |             |             |
|                | Eve Comtet Sorabella   | FG             | 216          | 4,69         |             |             |
|                | Jean-Louis Navarro     | PCD            | 63           | 1,35         |             |             |
|                |                        |                |              |              |             |             |
| Inscrits       | Inscrits               | Inscrits       | 11 385       | 100,00       | 11 385      | 100,00      |
| Abstentions    | Abstentions            | Abstentions    | 6 696        | 58,81        | 6 663       | 58,52       |
| Votants        | Votants                | Votants        | 4 689        | 41,18        | 4 722       | 41,47       |
| Blancs et nuls | Blancs et nuls         | Blancs et nuls | 81           | 1,73         | 285         | 6,04        |
| Exprimés       | Exprimés               | Exprimés       | 4 608        | 98,27        | 4 437       | 93,96       |

*sortant

### Canton de Mâcon-Sud
| Candidats      | Candidats          | Étiquette      | Premier tour | Premier tour | Second tour | Second tour |
| Candidats      | Candidats          | Étiquette      | Voix         | %            | Voix        | %           |
| -------------- | ------------------ | -------------- | ------------ | ------------ | ----------- | ----------- |
|                | Pierre Martinerie* | PS             | 1 385        | 36,20        | 2 124       | 56,70       |
|                | Hervé Reynaud      | UMP            | 959          | 25,07        | 1 622       | 43,30       |
|                | Michel Grenier     | FN             | 691          | 18,06        |             |             |
|                | Henri Grenard      | EÉLV           | 341          | 8,91         |             |             |
|                | Christophe Juvanon | UMP            | 319          | 8,34         |             |             |
|                | Olivier Taviot     | FG             | 131          | 3,42         |             |             |
|                |                    |                |              |              |             |             |
| Inscrits       | Inscrits           | Inscrits       | 9 771        | 100,00       | 9 768       | 100,00      |
| Abstentions    | Abstentions        | Abstentions    | 5 866        | 60,03        | 5 754       | 58,91       |
| Votants        | Votants            | Votants        | 3 905        | 39,97        | 4 014       | 41,09       |
| Blancs et nuls | Blancs et nuls     | Blancs et nuls | 79           | 2,02         | 268         | 6,68        |
| Exprimés       | Exprimés           | Exprimés       | 3 826        | 97,98        | 3 746       | 93,32       |

*sortant

### Canton de Marcigny
| Candidats      | Candidats             | Étiquette      | Premier tour | Premier tour | Second tour | Second tour |
| Candidats      | Candidats             | Étiquette      | Voix         | %            | Voix        | %           |
| -------------- | --------------------- | -------------- | ------------ | ------------ | ----------- | ----------- |
|                | Jacques Rebillard*    | PRG            | 1 107        | 41,84        | 1 455       | 61,11       |
|                | Jean-Claude Ducarouge | SE             | 707          | 26,72        | 926         | 38,89       |
|                | Pierre Chevillard     | UMP            | 522          | 19,73        |             |             |
|                | Jean-François James   | FN             | 310          | 11,71        |             |             |
|                |                       |                |              |              |             |             |
| Inscrits       | Inscrits              | Inscrits       | 4 962        | 100,00       | 4 962       | 100,00      |
| Abstentions    | Abstentions           | Abstentions    | 2 243        | 45,20        | 2 294       | 46,23       |
| Votants        | Votants               | Votants        | 2 719        | 54,80        | 2 668       | 53,77       |
| Blancs et nuls | Blancs et nuls        | Blancs et nuls | 73           | 2,68         | 287         | 10,76       |
| Exprimés       | Exprimés              | Exprimés       | 2 646        | 97,32        | 2 381       | 89,24       |

*sortant

### Canton de Matour
| Candidats      | Candidats         | Étiquette      | Premier tour | Premier tour | Second tour | Second tour |
| Candidats      | Candidats         | Étiquette      | Voix         | %            | Voix        | %           |
| -------------- | ----------------- | -------------- | ------------ | ------------ | ----------- | ----------- |
|                | Armand Charnay*   | PS             | 663          | 37,39        | 1 018       | 58,41       |
|                | Jean-Marc Morin   | SE             | 392          | 22,11        | 725         | 41,59       |
|                | Jean Fougeras     | DLR            | 358          | 20,19        |             |             |
|                | Philippe Hilarion | UMP            | 162          | 9,14         |             |             |
|                | Guy Colas         | FN             | 132          | 7,45         |             |             |
|                | Gisèle Maron      | FG             | 66           | 3,72         |             |             |
|                |                   |                |              |              |             |             |
| Inscrits       | Inscrits          | Inscrits       | 2 899        | 100,00       | 2 896       | 100,00      |
| Abstentions    | Abstentions       | Abstentions    | 1 067        | 36,81        | 1 061       | 36,64       |
| Votants        | Votants           | Votants        | 1 832        | 63,19        | 1 835       | 63,36       |
| Blancs et nuls | Blancs et nuls    | Blancs et nuls | 59           | 3,22         | 92          | 5,01        |
| Exprimés       | Exprimés          | Exprimés       | 1 773        | 96,78        | 1 743       | 94,99       |

*sortant

### Canton de Mesvres
| Candidats      | Candidats            | Étiquette      | Premier tour | Premier tour |
| Candidats      | Candidats            | Étiquette      | Voix         | %            |
| -------------- | -------------------- | -------------- | ------------ | ------------ |
|                | Christian Gillot*    | PS             | 1 166        | 66,10        |
|                | Michel Pelletier     | FN             | 312          | 17,69        |
|                | Jean-Michel Berillon | UMP            | 286          | 16,21        |
|                |                      |                |              |              |
| Inscrits       | Inscrits             | Inscrits       | 3 280        | 100,00       |
| Abstentions    | Abstentions          | Abstentions    | 1 428        | 43,54        |
| Votants        | Votants              | Votants        | 1 852        | 56,46        |
| Blancs et nuls | Blancs et nuls       | Blancs et nuls | 88           | 4,75         |
| Exprimés       | Exprimés             | Exprimés       | 1 764        | 95,25        |

*sortant

### Canton de Montceau-les-Mines-Nord
| Candidats      | Candidats        | Étiquette      | Premier tour | Premier tour | Second tour | Second tour |
| Candidats      | Candidats        | Étiquette      | Voix         | %            | Voix        | %           |
| -------------- | ---------------- | -------------- | ------------ | ------------ | ----------- | ----------- |
|                | Laurent Selvez   | PS             | 1 541        | 41,61        | 2 578       | 64,89       |
|                | Christian Launay | FN             | 816          | 22,04        | 1 395       | 35,11       |
|                | Lionel Duparay   | UMP            | 704          | 19,01        |             |             |
|                | André Gillot     | FG             | 254          | 6,86         |             |             |
|                | Jean-Paul Bonin  | EÉLV           | 237          | 6,40         |             |             |
|                | Alain Davanture  | POI            | 81           | 2,19         |             |             |
|                | Pierre Sucrot    | DLR            | 70           | 1,89         |             |             |
|                |                  |                |              |              |             |             |
| Inscrits       | Inscrits         | Inscrits       | 11 897       | 100,00       | 11 897      | 100,00      |
| Abstentions    | Abstentions      | Abstentions    | 8 114        | 68,20        | 7 582       | 63,73       |
| Votants        | Votants          | Votants        | 3 783        | 31,80        | 4 315       | 36,27       |
| Blancs et nuls | Blancs et nuls   | Blancs et nuls | 80           | 2,11         | 342         | 7,93        |
| Exprimés       | Exprimés         | Exprimés       | 3 703        | 97,89        | 3 973       | 92,07       |

### Canton de Mont-Saint-Vincent
| Candidats      | Candidats             | Étiquette      | Premier tour | Premier tour |
| Candidats      | Candidats             | Étiquette      | Voix         | %            |
| -------------- | --------------------- | -------------- | ------------ | ------------ |
|                | Jean Girardon*        | UMP            | 793          | 50,32        |
|                | Paulette Ackermann    | PS             | 462          | 29,31        |
|                | Marie-Christine Colas | FN             | 168          | 10,66        |
|                | Carole Bonin          | EÉLV           | 94           | 5,96         |
|                | Gilles Drillien       | FG             | 59           | 3,75         |
|                |                       |                |              |              |
| Inscrits       | Inscrits              | Inscrits       | 2 562        | 100,00       |
| Abstentions    | Abstentions           | Abstentions    | 944          | 36,85        |
| Votants        | Votants               | Votants        | 1 618        | 63,15        |
| Blancs et nuls | Blancs et nuls        | Blancs et nuls | 42           | 2,60         |
| Exprimés       | Exprimés              | Exprimés       | 1 576        | 97,40        |

*sortant

### Canton de Paray-le-Monial
| Candidats      | Candidats           | Étiquette      | Premier tour | Premier tour | Second tour | Second tour |
| Candidats      | Candidats           | Étiquette      | Voix         | %            | Voix        | %           |
| -------------- | ------------------- | -------------- | ------------ | ------------ | ----------- | ----------- |
|                | André Accary*       | UMP            | 2 814        | 55,26        | 3 277       | 66,95       |
|                | Chewki Mahrez       | PS             | 1 066        | 20,93        | 1 618       | 33,05       |
|                | Bruno Cazeilles     | FN             | 559          | 10,98        |             |             |
|                | Jacqueline Desloire | EÉLV           | 423          | 8,31         |             |             |
|                | Jean-Louis Mitaine  | FG             | 230          | 4,52         |             |             |
|                |                     |                |              |              |             |             |
| Inscrits       | Inscrits            | Inscrits       | 11 363       | 100,00       | 11 362      | 100,00      |
| Abstentions    | Abstentions         | Abstentions    | 6 119        | 53,85        | 6 185       | 54,44       |
| Votants        | Votants             | Votants        | 5 244        | 46,15        | 5 177       | 45,56       |
| Blancs et nuls | Blancs et nuls      | Blancs et nuls | 152          | 2,90         | 282         | 5,45        |
| Exprimés       | Exprimés            | Exprimés       | 5 092        | 97,10        | 4 895       | 94,55       |

*sortant

### Canton de Saint-Germain-du-Bois
| Candidats      | Candidats        | Étiquette      | Premier tour | Premier tour | Second tour | Second tour |
| Candidats      | Candidats        | Étiquette      | Voix         | %            | Voix        | %           |
| -------------- | ---------------- | -------------- | ------------ | ------------ | ----------- | ----------- |
|                | Jean-Luc Vernay* | PS             | 1 402        | 48,48        | 1 651       | 58,26       |
|                | Olivier Gauthier | UMP            | 998          | 34,51        | 1 183       | 41,74       |
|                | Yannick Lacroix  | FN             | 354          | 12,24        |             |             |
|                | Serge Thirard    | FG             | 138          | 4,77         |             |             |
|                |                  |                |              |              |             |             |
| Inscrits       | Inscrits         | Inscrits       | 4 885        | 100,00       | 4 884       | 100,00      |
| Abstentions    | Abstentions      | Abstentions    | 1 932        | 39,55        | 1 933       | 39,58       |
| Votants        | Votants          | Votants        | 2 953        | 60,45        | 2 951       | 60,42       |
| Blancs et nuls | Blancs et nuls   | Blancs et nuls | 61           | 2,07         | 117         | 3,96        |
| Exprimés       | Exprimés         | Exprimés       | 2 892        | 97,93        | 2 834       | 96,04       |

*sortant

### Canton de Saint-Germain-du-Plain
| Candidats      | Candidats              | Étiquette      | Premier tour | Premier tour | Second tour | Second tour |
| Candidats      | Candidats              | Étiquette      | Voix         | %            | Voix        | %           |
| -------------- | ---------------------- | -------------- | ------------ | ------------ | ----------- | ----------- |
|                | Alain Doulé*           | PS             | 1 489        | 48,61        | 1 792       | 60,07       |
|                | Olivier Gauthier       | UMP            | 998          | 32,58        | 1 191       | 39,93       |
|                | Jacqueline Dugue       | FN             | 450          | 14,69        |             |             |
|                | Jean-Michel De Almeida | FG             | 126          | 4,12         |             |             |
|                |                        |                |              |              |             |             |
| Inscrits       | Inscrits               | Inscrits       | 6 476        | 100,00       | 6 475       | 100,00      |
| Abstentions    | Abstentions            | Abstentions    | 3 325        | 51,34        | 3 326       | 51,37       |
| Votants        | Votants                | Votants        | 3 151        | 48,66        | 3 149       | 48,63       |
| Blancs et nuls | Blancs et nuls         | Blancs et nuls | 88           | 2,79         | 166         | 5,27        |
| Exprimés       | Exprimés               | Exprimés       | 3 063        | 97,21        | 2 983       | 94,73       |

*sortant

### Canton de Saint-Léger-sous-Beuvray
| Candidats      | Candidats              | Étiquette      | Premier tour | Premier tour |
| Candidats      | Candidats              | Étiquette      | Voix         | %            |
| -------------- | ---------------------- | -------------- | ------------ | ------------ |
|                | Dominique Commeau      | DVG            | 1 052        | 59,87        |
|                | Marie Thérèse Verneret | UMP            | 507          | 28,86        |
|                | Kevin Bazinval         | FN             | 198          | 11,27        |
|                |                        |                |              |              |
| Inscrits       | Inscrits               | Inscrits       | 2 999        | 100,00       |
| Abstentions    | Abstentions            | Abstentions    | 1 198        | 39,95        |
| Votants        | Votants                | Votants        | 1 801        | 60,05        |
| Blancs et nuls | Blancs et nuls         | Blancs et nuls | 44           | 2,44         |
| Exprimés       | Exprimés               | Exprimés       | 1 757        | 97,56        |

### Canton de Semur-en-Brionnais
| Candidats      | Candidats        | Étiquette      | Premier tour | Premier tour |
| Candidats      | Candidats        | Étiquette      | Voix         | %            |
| -------------- | ---------------- | -------------- | ------------ | ------------ |
|                | André Mamessier* | DVD            | 1 173        | 55,57        |
|                | François Baciak  | PS             | 672          | 31,83        |
|                | Alain Lagoutte   | FN             | 266          | 12,60        |
|                |                  |                |              |              |
| Inscrits       | Inscrits         | Inscrits       | 4 229        | 100,00       |
| Abstentions    | Abstentions      | Abstentions    | 2 035        | 48,12        |
| Votants        | Votants          | Votants        | 2 194        | 51,88        |
| Blancs et nuls | Blancs et nuls   | Blancs et nuls | 93           | 3,78         |
| Exprimés       | Exprimés         | Exprimés       | 2 111        | 96,22        |

*sortant

### Canton de Sennecey-le-Grand
| Candidats      | Candidats                     | Étiquette      | Premier tour | Premier tour | Second tour | Second tour |
| Candidats      | Candidats                     | Étiquette      | Voix         | %            | Voix        | %           |
| -------------- | ----------------------------- | -------------- | ------------ | ------------ | ----------- | ----------- |
|                | Jean-Claude Becousse          | UMP            | 1 496        | 42,20        | 1 857       | 49,53       |
|                | Cécile Untermaier             | PS             | 1 204        | 33,96        | 1 892       | 50,47       |
|                | Christine Nouel de Buzonnière | FN             | 579          | 16,33        |             |             |
|                | Patricia Baci                 | FG             | 266          | 7,51         |             |             |
|                |                               |                |              |              |             |             |
| Inscrits       | Inscrits                      | Inscrits       | 7 124        | 100,00       | 7 125       | 100,00      |
| Abstentions    | Abstentions                   | Abstentions    | 3 465        | 48,64        | 3 139       | 44,06       |
| Votants        | Votants                       | Votants        | 3 659        | 51,36        | 3 986       | 55,94       |
| Blancs et nuls | Blancs et nuls                | Blancs et nuls | 114          | 3,12         | 237         | 5,95        |
| Exprimés       | Exprimés                      | Exprimés       | 3 545        | 96,88        | 3 749       | 94,05       |

*sortant